# Rhizidium reniforme
Rhizidium reniforme är en svampart som beskrevs av Karling 1970. Rhizidium reniforme ingår i släktet Rhizidium och familjen Chytridiaceae.   Inga underarter finns listade i Catalogue of Life.